# Syzygium consimile
Syzygium consimile är en myrtenväxtart som beskrevs av Elmer Drew Merrill. Syzygium consimile ingår i släktet Syzygium och familjen myrtenväxter. Inga underarter finns listade i Catalogue of Life.